# Gai Valeri Tapó
Gai Valeri Tapó (en llatí Caius Valerius Tappo) va ser un polític i magistrat romà del segle ii aC. Formava part de la gens Valèria, i era segurament germà de Luci Valeri Tapó.
Va ser elegit tribú de la plebs l'any 188 aC i va proposar la Llei Valeria de jure suffragii, on demanava que es concedís el sufragi als formians, fundans i arpinats (de Formi, Fundi i Arpinate), però no consta el resultat final que va tenir aquesta proposta.